# White Nights (película de 1985)
White Nights (traducción literal en español: «Noches blancas»; titulada Noches de sol en España y Sol de medianoche en Hispanoamérica) es una película estadounidense de 1985 dirigida por Taylor Hackford y protagonizada por Mijaíl Baryshnikov, Gregory Hines, Helen Mirren, Isabella Rossellini y Jerzy Skolimowski. Fue rodada en Finlandia, Inglaterra, Escocia, Portugal y en la antigua Unión Soviética.
El filme es recordado tanto por las escenas de baile de Hines y Baryshnikov como por las canciones Say You, Say Me de Lionel Richie, ganadora del premio Oscar a la mejor canción original, y Separate Lives, interpretada por Phil Collins y Marilyn Martin y escrita por Stephen Bishop, igualmente nominada al Oscar.

## Argumento
Nikolai 'Kolya' Rodchenko es un bailarín de ballet soviético que había desertado de la Unión Soviética. En una gira artística por Japón, el avión que lo estaba llevando a Tokio tuvo que hacer un aterrizaje forzoso en Siberia, donde Nikolai es reconocido por un oficial del KGB, el Coronel Chaiko (Jerzy Skolimowski). Chaiko entonces, contacta con el bailarín de claqué afroamericano Raymond Greenwood (Hines), quien a su vez había desertado de Estados Unidos y conduce a ambos a Leningrado. El deseo de Chaiko era que Rodchenko bailara en la noche inaugural de la temporada del Teatro Kírov, a cuyo fin lo deja bajo la supervisión de Greenwood. Para convencer a Rodchenko, Chaiko decide utilizar a Galina Ivanova (Mirren), una antigua bailarina que nunca había salido de la Unión Soviética y que había sido novia de Rodchenko.
Después de un período inicial de fricciones tanto raciales como artísticas, los dos bailarines, desertores ambos en sentido contrario, llegan a ser muy buenos amigos. Cuando Raymond se entera de que su esposa Darya (Rossellini) está embarazada, se da cuenta de que no quiere que su hijo crezca en la Unión Soviética, y ambos, junto con Rodchenko, planean escapar, con la ayuda de Galina, quien todavía está enamorada de Nikolai. Mientras ponen en marcha el plan para escapar, Raymond decide quedarse para retrasar a Chaiko, y así ganar tiempo para que Nikolai y Darya puedan llegar al consulado estadounidense de San Petersburgo. Aunque Raymond es encarcelado cuando se descubre el plan, es finalmente intercambiado por un prisionero político comunista procedente de América Latina, y consigue reunirse con su esposa y Nikolai.

## Reparto
| Actor               | Personaje                 |
| ------------------- | ------------------------- |
| Mijail Baryshnikov  | Nikolai "Kolya" Rodchenko |
| Gregory Hines       | Raymond Greenwood         |
| Jerzy Skolimowski   | Cnel. Chaiko              |
| Helen Mirren        | Galina Ivanova            |
| Geraldine Page      | Anne Wyatt                |
| Isabella Rossellini | Darya Greenwood           |
| John Glover         | Wynn Scott                |
| Stefan Gryff        | Capitán Kirigin           |
| William Hootkins    | Chuck Malarek             |
| Shane Rimmer        | Embajador Larry Smith     |
| Marc Sinden         | Charles                   |
| Maryam d'Abo        | Novia francesa            |
| Daniel Benzali      | Dr. Asher                 |